# Johann Centurius Hoffmannsegg
Johann Centurius Hoffmann Graf von Hoffmannsegg (Dresda, 23 agosto 1766 – Dresda, 13 dicembre 1849) è stato un botanico, entomologo e ornitologo tedesco.
Il sostantivo Graf nel nome dello studioso non è un nome proprio, bensì un titolo equivalente all'italiano conte.
Studiò alle Università di Lipsia e Gottinga, dopodiché intraprese un viaggio a scopo scientifico attraverso l'Europa (Ungheria, Austria e Italia nel biennio 1795-1796 e poi Portogallo fra il 1797 ed il 1801), durante il quale acquisì vaste conoscenze e si procurò numerosissimi campioni animali e vegetali, che mandò a Brunswick, in modo tale che Johann Karl Wilhelm Illiger potesse studiarli e catalogarli.
Fra il 1804 ed 1816, Hoffmannsegg lavorò a Berlino, dove nel 1815 venne eletto membro onorario della locale accademia scientifica. Fu inoltre il fondatore del Museum für Naturkunde, nel 1809: propose Illiger per il ruolo di curatore del neonato museo, sicché egli potesse portare a Berlino tutte le collezioni inviategli dallo studioso durante il suo tour europeo.
In suo onore è stato nominato un genere di piante delle Fabacee (Hoffmannseggia).

In botanica, si è soliti abbreviare il suo nome in Hoffmanns.